# Wouter Brouwer
Wouter Brouwer (Amszterdam, 1882. augusztus 10. – Amszterdam, 1961. május 4.) világbajnok holland vívó.

## Sportpályafutása
Mindhárom fegyvernemben versenyzett, de nemzetközi szintű eredményt párbajtőrvívásban ért el.